# Reischach (Adelsgeschlecht)

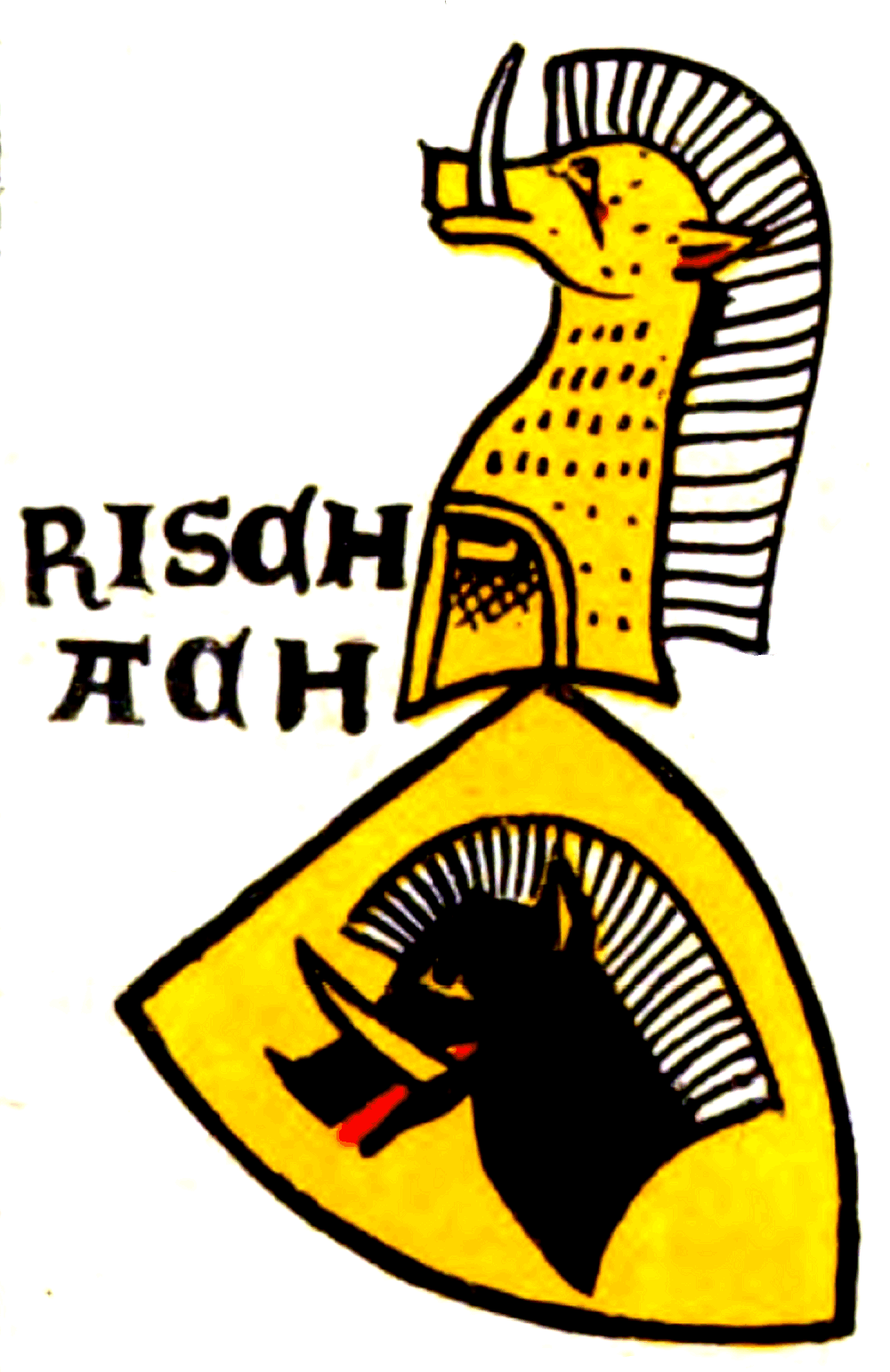
Wappen der Reischach in der Zürcher Wappenrolle, ca. 1340

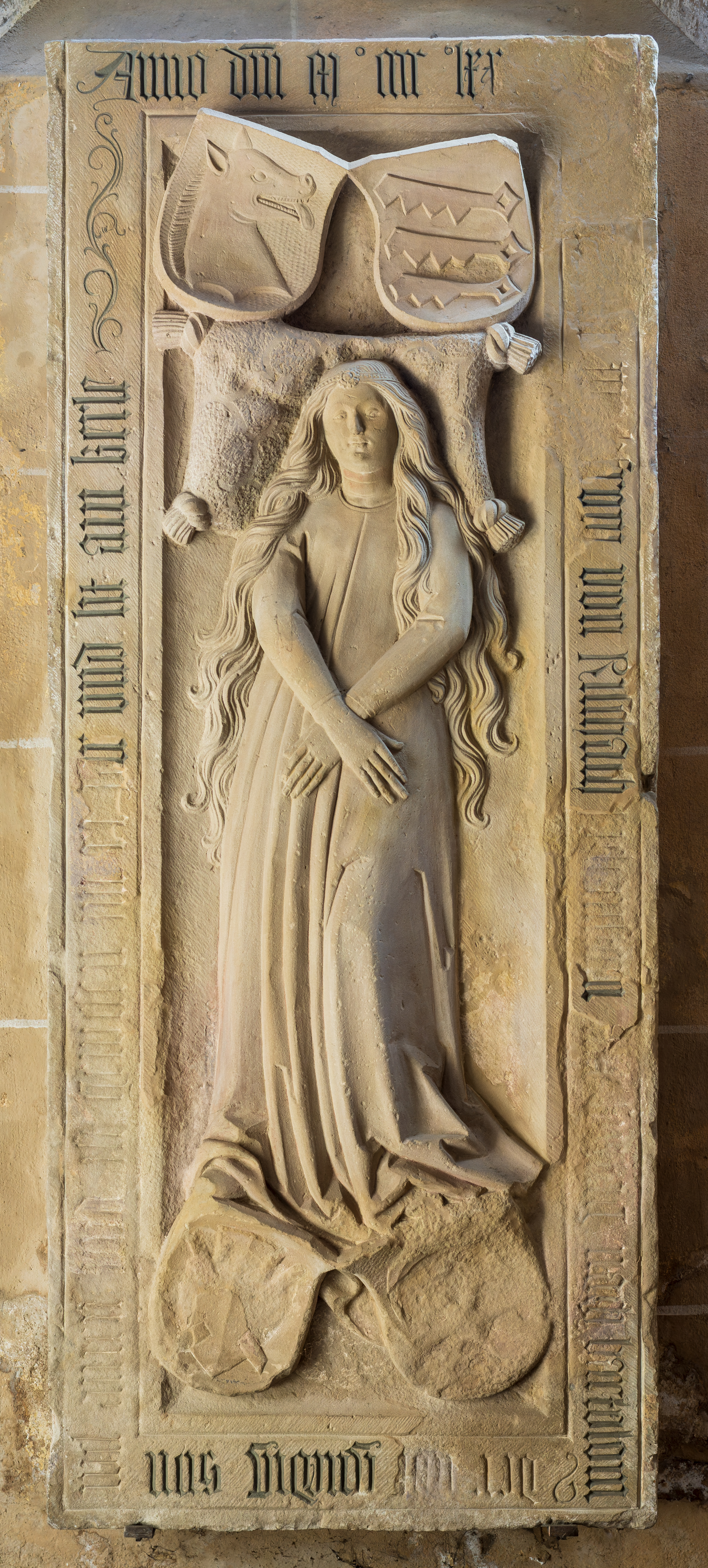
Epitaph der Walburga von Reischach († 1490), Bartholomäuskirche (Markgröningen)

Epitaph des Hans Werner von Reischach († 1623), Schloss Schlatt unter Krähen

Die Freiherren von Reischach mit ihrer Stammburg Burrach beim Walder Ortsteil Reischach sind ein typisches kleinadeliges Geschlecht, das es nie zu herausragender Berühmtheit an sich, oder an einzelnen Mitgliedern brachte, deren Vertreter aber in der südwestdeutschen Geschichte, vor allem im Umfeld des Hauses Württemberg, bis in die Neuzeit immer wieder in Erscheinung traten. Sie sind seit 1191 („Ulrich von Reischach“) bezeugt.

## Geschichte
Die Reischacher konnten sich in ihrem Ursprungsgebiet nicht lange halten. In ihrer unmittelbaren Nachbarschaft wurde im Jahre 1212 durch den staufischen Ministerialen Burkhard von Weckenstein ein Kloster gegründet. Das Kloster Wald lag nur knapp zwei Kilometer von der Burg Burrach entfernt. Das neu gegründete Kloster versuchte von Anfang an, das Gebiet in seiner unmittelbaren Nachbarschaft unter seinen Einfluss zu bringen. Tatsächlich gelang es dem Kloster, seinen Besitz und damit auch seine herrschaftliche Stellung auszudehnen, auch durch seine guten Beziehungen zu den Stauferkaisern. Folgerichtig verdrängte es das Geschlecht der Reischacher und brachte es schon im Jahr 1290 fertig, mit diesen einen Vertrag abzuschließen, in dem die Erwerbs- und Ausdehnungsinteressen des Klosters räumlich festgelegt wurden. Seit dem Übergang an das Kloster Wald sind die Reischacher in Reischach nicht mehr ortsansässig, ihre Burg war bereits spätestens 1241 geschleift worden.
Das Geschlecht der Ritter von Reischach ist im Umkreis der staufischen Ministerialenfamilie der Grafen von Pfullendorf 1191 in Urkunden vermerkt. Ulrich von Reischach war wohl ein Dienstmann das Grafen Rudolf von Pfullendorf, der wiederum in sehr enger Beziehung zu Kaiser Friedrich Barbarossa stand und diesem, nachdem Rudolfs einziger Sohn Berthold 1167 gefallen war, seine Herrschaft übereignete.
Vielleicht trug der Tod des Pfullendorfer Dienstherrn 1180 zur Aufgabe der Reischacher Herrschaft bei, ihre Besitzungen vermachten sie im 13. Jahrhundert nach und nach dem Kloster in Wald.
Ende des 14. Jahrhunderts waren vier Brüder als Condottiere in Italien nachgewiesen: Johann, Eberhard, Albrecht und Konrad. Johann Flach von Reischach befand sich bereits 1356 im Dienste des Kirchenstaates. Im Jahr 1364 war er Marschall der Großen Kompagnie, einer Vereinigung, welche sich zumeist aus deutschen Söldner zusammenschloss. 1369 zog er im Auftrag des Papstes gegen Perugia und besiegte die Englische Kompagnie. Doch er wechselte wieder die Fronten und kämpfte mit John Hawkwood gegen den Papst, worauf er von diesem gebannt wurde. 1371 stand Johann Flach von Reischach im Dienste der Visconti, 1373 wieder von Perugia. 1379 gelang es ihm, möglicherweise mit Unterstützung seines Bruders Konrad, welcher nur kurz in Italien Dienst getan hatte und stattdessen in diplomatischen Dienst beim Papst in Avignon getreten war, den päpstlichen Bann zu lösen, wozu er sogar nach Avignon gepilgert war. Zwischenzeitlich hielt er sich auch in Süddeutschland auf, so als er 1367 – mit in Italien verdientem Geld – die Herrschaft Jungnau erwarb. Im Jahr 1382 kehrte er endgültig nach Schwaben zurück, wo er 1383 Vogt von Schelklingen wurde.
Der erwähnte Konrad von Reischach kam in seinem Dienst für den Papst in Avignon auch an den Hof König Wenzels. Er übte großen Einfluss aus und konnte auch große Summen Geld verleihen. Von den Städten Nürnberg und Augsburg wurde er besonders geehrt. Am Hofe von Papst Clemens VII. in Avignon lernte er die verwitwete Isabella, Tochter König Jakobs III. von Mallorca kennen. Dessen Königreich aber war bereits 1343 von König Pedro IV. vernichtet worden. Sie heirateten 1375. Aus der Ehe mit der Königstochter ging ein Sohn, Michael hervor. Etwa 10 Jahre später kehrten Vater und Sohn ohne die Mutter nach Schwaben zurück. 1395 wird Michael als Ritter genannt. Dennoch wird 1409 ein Gutachten bereitgestellt, das seine königliche Abkunft, welche wohl in Schwaben angezweifelt wurde, nochmals bestätigen sollte.
Vater und Sohn erwarben das Schloss Gaienhofen. Im Zusammenhang mit dem Konstanzer Konzil gaben beide im Jahr 1417 auf ihrem Schloss ein Fest. Im Anschluss an dieses Fest wurde Michael von zwei Gästen, einem Herrn von Randegg und einem Herrn von Stuben, aus unbekanntem Grund ermordet. Sein Vater starb ein Jahr später. Wie sehr sich diese mittelalterliche Lebensgeschichte bis in die Neuzeit verwob, zeigt die merkwürdige Bewerbung eines Grafen von Reischach aus Wien, der aufgrund dieser Ereignisse 1870 Ansprüche auf den spanischen Thron erhob.
Eine weitere Tochter Konrads war die Walder Zisterzienserin Anna von Reischach.
Die Familie erwarb vor 1468 durch Kauf und Heirat Güter in Rieth, Nußdorf und Eberdingen (1469) und stellte sich in die Dienste des württembergischen Hauses. Die Grafenfamilie existiert heute noch. Der Familie gehört Schloss Riet, ihr mehrfach umgebautes Schloss Nußdorf befindet sich dagegen nicht mehr in Familienbesitz.
Ende des 16. Jahrhunderts waren die Herren von Reischach sehr begütert: Ihnen gehörten die Burgen Dietfurt, Hornstein, Heudorf, Straßberg, Jungnau und andere. Zweiglinien saßen auf den Burgen Hohenstoffeln, Mägdeberg, Stüßlingen, Wurmlingen, Neuhewen und Immendingen.
Einige herausragende Persönlichkeiten besaß die Familie. So war es Eiteleck von Reischach, der 1529 der türkischen Belagerung Wiens trotzte, Hans Lienhard von Reischach, der 1519 den Hohenasperg verteidigte, Amalia von Reischach, die Äbtissin in Lindau war und Kaiser Maximilian bewirtete.

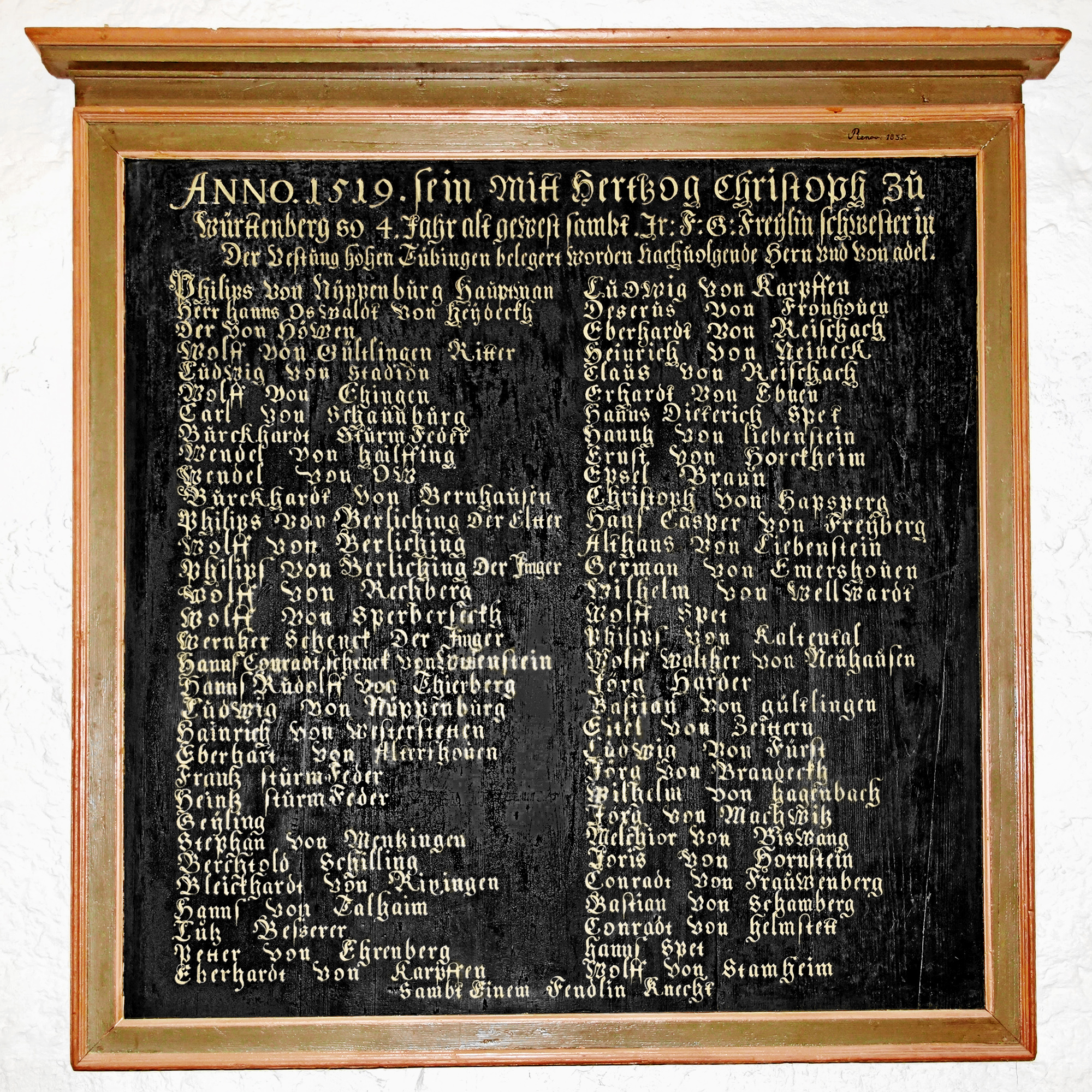
Eberhard von Reischach auf der Schandtafel im Tübinger Schloss

Eberhard von Reischach unterstützte Herzog Ulrich von Württemberg und wollte dessen Kinder auf dem Tübinger Schloss verteidigen, ergab sich aber mit 70 weiteren Adligen schon kurz nach Beginn der Belagerung des Schlosses durch Georg von Frondsberg am Ostermontag 1519. Er heiratete 1525 die in Meßkirch geborene Katharina von Zimmern, die letzte Äbtissin des Fraumünsterklosters in Zürich. Eberhard tat sich später als Söldnerwerber für den des Landes vertriebenen Herzog Ulrich von Württemberg hervor, weshalb er in Zürich zunächst in Ungnade fiel, aber 1529 mit seiner Frau zurückkehrte. Er fiel 1531 im Zweiten Kappelerkrieg.

## Wappen
Blasonierungen nach Kindler von Knobloch: „Kopf und Hals eines schwarzen Ebers mit goldener Mähne in Silber, das gleiche Bild auf dem Helme. Helmdecken: schwarz-silbern (Siebmacher I, 112, No. 5 und Donaueschinger Wappenbuch, fol. 107). Der Eber mit roter Zunge und Schnauze (Wappenbuch des Abtes Ulrich von St. Gallen). Der Eber mit schwarzer Mähne (Wappenbuch des Grafen von Virmont und Nessen, f. 107). Ebenso nur die Helmdecken: rot–silbern (Wappenbuch des Hans Ingram von 1459). Varianten des Helmschmuckes: silberner Eberkopf und Hals mit goldenen Rückenborsten (Wappenbuch Grünenberg no. 1483: Wappenkodex Verein Herold, f. 240, No. 1); silberner Kopf und Hals des Ebers mit schwarzer Mähne, goldener Schnauze, Hauern und Ohren und roter Zunge; Helmdecken: rot–silbern (Wappenbuch der Stadtbibliothek von Colmar, No. 64, fol. 140). Schwarzer Kopf und Hals eines Ebers in Gold, Mähne sowie Halsband des Ebers golden (Historia Concilii Const. Incunabel von Grafen und Freiherren von Reischach. 1483 in der k. k. Hofbibliothek in Wien). Wie zuletzt beschrieben: nur Zunge rot, Hauer golden. Borsten silbern; auf dem Helme goldener Eberrumpf mit silbernen Hauern und Borsten (Züricher Wappenrolle Nr. 181). Die Linie der Freiherren von Reischach früher zu Immendingen, nun zu Schlatt, führt, nach gütiger Mitteilung des Freiherrn Carl von Hornstein, einen silbernen Eberrumpf als Helmschmuck.“

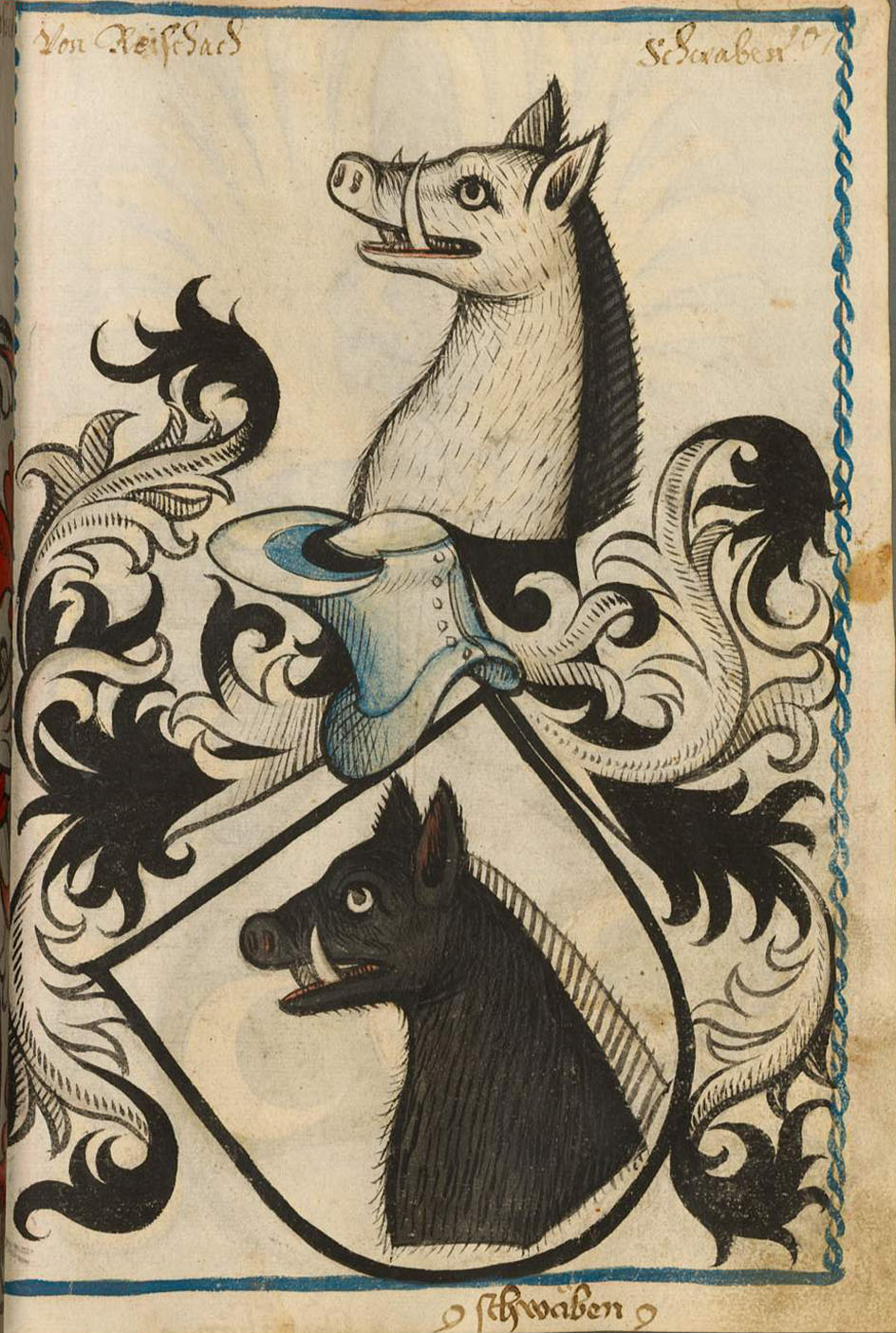
Wappen der Herren von Reischach in dem Scheibler’schen Wappenbuch von 1450
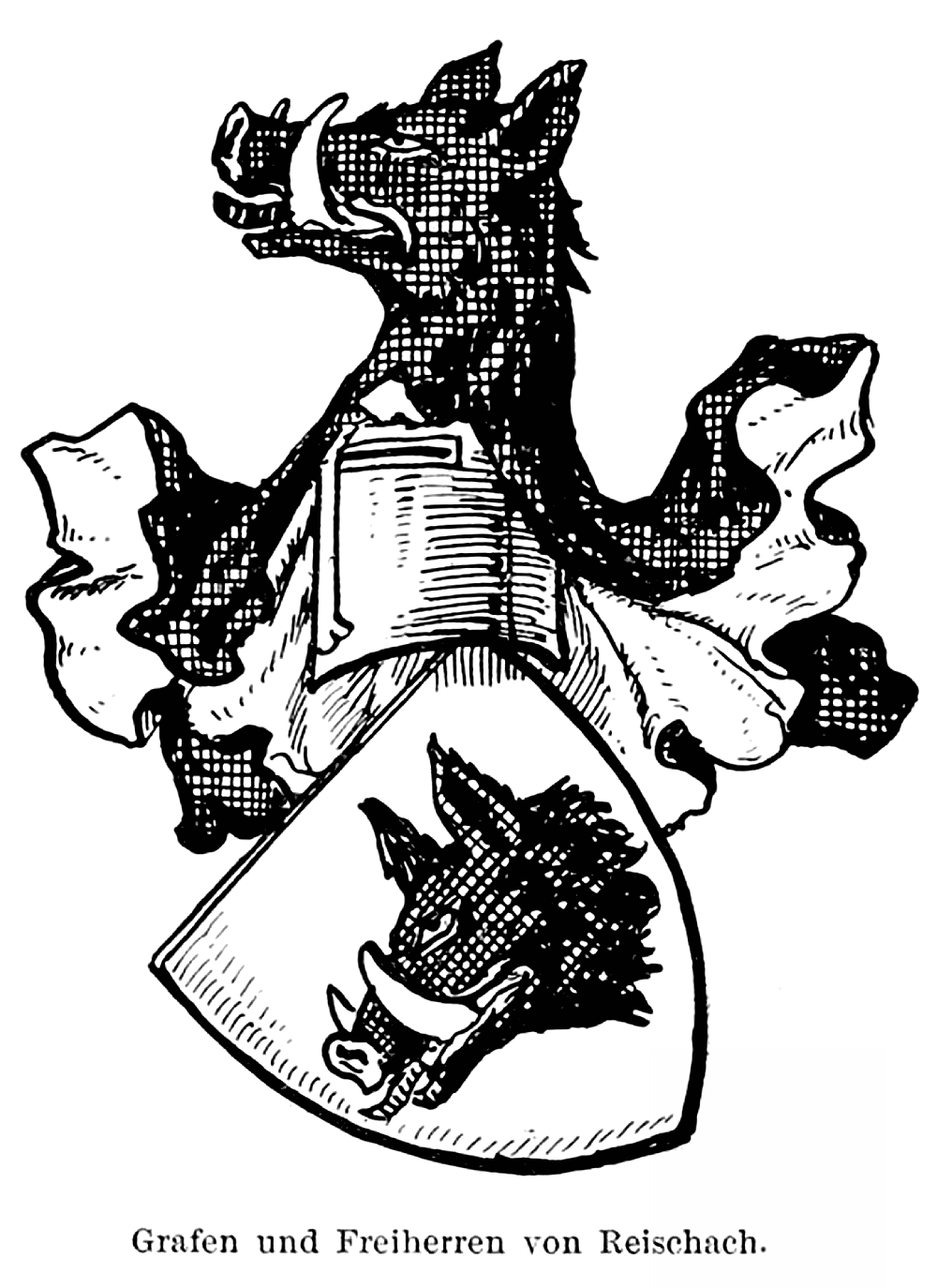
Wappen der Freiherren und Grafen von Reischach
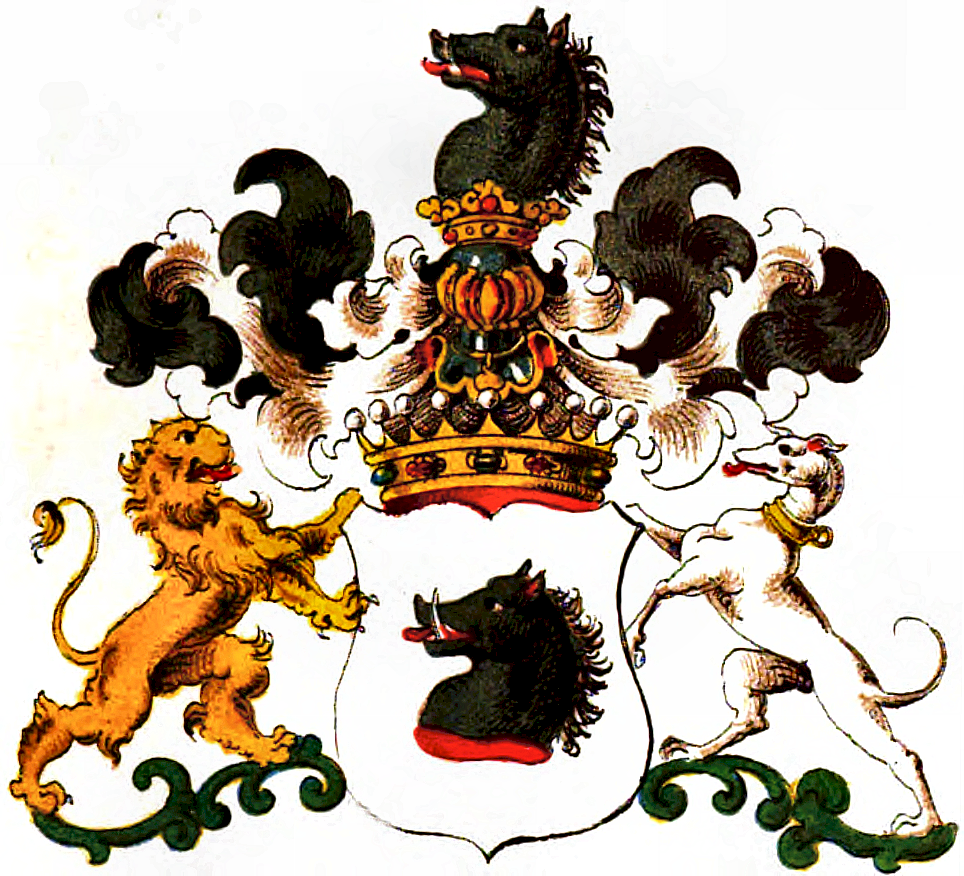
Wappen der Grafen von Reischach im Württembergischen Wappenbuch

## Mitglieder des Adelsgeschlecht Reischach (Auswahl)
- Margarethe von Reischach († 1438), Äbtissin im Kloster Wald
- Amalia von Reischach (1447–1531), von 1491 bis 1531 Fürstäbtissin des Kanonissenstifts Lindau
- Eberhard von Reischach († 1491), von 1482 bis 1491 Abt im Kloster St. Blasien im Südschwarzwald
- Lorenz von Reischach, 38. Abt des Klosters Rheinau, 1478–1483
- Georg Wilhelm von Reischach (1673–1724), württembergischer Staatsbeamter
- Hugo von Reischach (1854–1934), königlich preußischer Oberstallmeister in Berlin und Potsdam, Leiter des Marstalls Kaiser Wilhelms II, späterer Oberhofmarschall Kaiser Wilhelms II.
- Karl von Reischach (1763–1834), württembergischer Staatsminister
- Leo von Reischach (1804–1875), württembergischer Oberamtmann und Landtagsabgeordneter
- Sigmund von Reischach (1809–1878), k. k. Kämmerer, Geheimer Rat, Feldzeugmeister, Theresienritter und Inhaber des Infanterieregiments Nr. 21 sowie Bailli und Bevollmächtigter Minister und Gesandter des Malteserordens zu Wien.
- Hans Joachim von Reischach (1908–1966), deutscher Journalist
- Kimsy von Reischach (1974), Moderatorin und Schauspielerin